# Centern (partigrupp 1873–1882)
Centern, namn sedan 1873 på en regeringsvänlig partigrupp i andra kammaren i Sveriges riksdag. Centern hade sitt ursprung i den gruppering som bildades direkt efter tvåkammarriksdagens tillkomst 1867 och som brukade gå under beteckningen Ministeriella partiet. Partiet splittrades 1883 i två grupper, Nya centern samt den så kallade Center-högern.